# Karl Fleschen
Karl Fleschen (ur. 28 czerwca 1955 w Daun) – niemiecki lekkoatleta, średnio- i długodystansowiec. Podczas swojej kariery reprezentował Republikę Federalną Niemiec.

## Kariera sportowa
Zajął 8. miejsce w biegu na 1500 metrów na mistrzostwach Europy juniorów w 1973 w Duisburgu. Odpadł w eliminacjach tej konkurencji na igrzyskach olimpijskich w 1976 w Montrealu.
Zwyciężył w biegu na 3000 metrów na halowych mistrzostwach Europy w 1977 w San Sebastián, wyprzedzając Pekkę Päivärintę z Finlandii i Markusa Ryffela ze Szwajcarii. Zajął 3. miejsce w biegu na 5000 metrów w finale pucharu Europy w 1977 w Helsinkach, a w zawodach pucharu świata w 1977 w Düsseldorfie zajął 6. miejsce na tym dystansie.
Był członkiem sztafety 4 × 1500 metrów, która w składzie: Thomas Wessinghage, Harald Hudak, Michael Lederer i Fleschen ustanowiła 17 sierpnia 1977 w Kolonii rekord świata czasem  14:38,8. Rekord ten przetrwał do 2009, kiedy to poprawiła go sztafeta Kenii i do tej pory (marzec 2020) jest trzecim najlepszym wynikiem w historii i rekordem Europy.
Fleschen zajął 6. miejsce w biegu na 3000 metrów na halowych mistrzostwach Europy w 1978 w Mediolanie. Na mistrzostwach Europy w 1978 w Pradze nie ukończył biegu eliminacyjnego na 1500 metrów oraz zajął 13. miejsce w biegu na 5000 metrów.
Ponownie zwyciężył w biegu na 3000 metrów na halowych mistrzostwach Europy w 1980 w Sindelfingen, przed Klaasem Lokiem z Holandii i swym kolegą z reprezentacji RFN Hansem-Jürgenem Orthmannem. Nie wziął  udziału w igrzyskach olimpijskich w 1980 w Moskwie wskutek bojkotu tej imprezy przez RFN. Zajął 3. miejsce w biegu na 10 000 metrów w finale pucharu Europy w 1981 w Zagrzebiu. Zdobył brązowy medal w biegu na 3000  metrów  na halowych mistrzostwach Europy w 1984 w Göteborgu, za Lubomírem Tesáčkiem z Czechosłowacji i Ryffelem, a na halowych mistrzostwach Europy w 1985 w Pireusie odpadł w przedbiegach tej konkurencji.
Fleschen był mistrzem RFN w biegu na 5000 metrów w 1977, 1980, 1981 i 1984 oraz wicemistrzem na tym dystansie w 1978. W biegu na 10 000 metrów był mistrzem w latach 1978–1981, wicemistrzem w 1977 i brązowym medalistą w 1983. W biegu na 1500 metrów był wicemistrzem w 1977 i brązowym medalistą w 1976. Był również mistrzem RFN w sztafecie 4 × 1500 metrów w latach 1977 i 1979–1982 oraz w biegu ulicznym na 25 kilometrów w 1978. W hali był mistrzem w biegu na 1500 metrów w 1982 i brązowym medalistą w 1976, w biegu na 3000 metrów mistrzem w 1977 i 1980, wicemistrzem w 1978 i 1984 oraz brązowym medalistą w 1985, a także mistrzem w sztafecie 3 × 1000 metrów w 1979.
Był rekordzistą RFN w biegu na 10 000 metrów w czasem 27:36,8, ustanowionym 28 kwietnia 1979 w Troisdorfie.

## Rekordy życiowe
- bieg na 1500 metrów – 3:36,2 (1 lipca 1977, Düsseldorf)
- bieg na milę – 3:54,7 (26 sierpnia 1977, Berlin)
- bieg na 2000 metrów – 5:00,4 (30 czerwca 1976, Oslo)
- bieg na 3000 metrów – 7:41,2 (22 czerwca 1977, Kolonia)
- bieg na 5000 metrów – 13:13,88 (5 lipca 1977, Sztokholm)
- bieg na 10 00 metrów – 27:36,8 (28 kwietnia 1979, Troisdorf)[22][23]